# Groupe IPM
 (février 2024).
Pour les articles homonymes, voir IPM.
Le groupe IPM est un groupe actif dans les médias et les services. Il est détenu à 100 % par la famille le Hodey via la holding La Compagnie de Développement des Médias. La famille le Hodey est entrée progressivement dans IPM, le premier investissement date de l'été 1985 via François le Hodey, l'année suivante, l'été 1986, avec la plupart de ses frères et sœurs, il a constitué la Compagnie de Développement des Médias qui est devenue progressivement l'actionnaire unique du groupe.
Ses activités couvrent les médias, la publicité, les voyages, l'assurtech et les investissements dans des projets d'innovation.
Dans les médias de presse et internet d'information, le groupe est co-leader en Belgique francophone avec ses titres de presse quotidienne La Libre Belgique, Vers l'Avenir La DH Les Sports, et ses titres magazines Moustique, Paris Match Belgique et Courrier International. Il est aussi l'éditeur du Journal des Enfants et de Télé Pocket.
Le journal l'Avenir a été racheté en janvier 2020 à l'intercommunale Nethys. Quant à Paris Match Belgique, c'est un partenariat avec le groupe français Lagardère, tout comme Courrier International est un partenariat avec le groupe français Le Monde. Dans le secteur du marché immobilier, IPM édite les suppléments La libre Immo et l'Essentielle Immo. 
Le groupe est aussi actif dans audiovisuel, il a investi en décembre 2021 dans la chaine d'information LN24 dont il détient plus de 60 %. Il est aussi l'éditeur de la radio DH Radio et de FUN Radio acquise en 2023/24.
IPM Advertising est la régie publicitaire du Groupe, elle est intégrée à la SA IPM Group, elle fonctionne comme une « marketing factory » , sa mission est de conseiller les annonceurs et de les accompagner dans leurs efforts marketing pour optimiser la notoriété de leurs produits et services, ainsi que leurs ventes.
IPM est propriétaire de son imprimerie, IPM Press Print, équipée de rotatives heat set qui impriment ses journaux et certains magazines. Le groupe détient 26,27% de l'agence de presse Belga.
En 2012, IPM a lancé en Belgique le premier site internet légalisé en paris sportifs sous la marque betFIRST. En 12 ans, betFIRST est devenu un des trois plus importants acteurs légalisés en Belgique. La société a été vendue durant l'été 2023. 
L'été 2018, le groupe qui avait une activité historique de voyages de groupes, a décidé de faire du secteur des voyages un de ses axes stratégiques en faisant l'acquisition de Continents Insolites. Présents à Bruxelles, Paris, Lyon et Luxembourg, Continents Insolites poursuit un plan de transformation numérique et de croissance sur le segment des voyages authentiques de qualité. En 2023, le pôle voyage a acquis Atlas Reizen (Waregem et Antwerpen). 
En 2021, le groupe a aussi renforcé ses investissements dans le secteur de l'assurtech en prenant avec ses actionnaires familiaux une position majoritaire dans le courtier d'assurances et de crédits hypothécaires Yago.
En 2001, la famille le Hodey inaugure une division voyage du groupe IPM en créant la SA Bscovery, spécialisée dans l'organisation de voyages. En août 2025, Bscovery fait l'achat de World of Travel, agence de voyage sur mesure haut de gamme, en prenant une participation majoritaire.  